# Чоловіки та жінки
Чоловіки і жінки — це телевізійна програма, задумана та проведена Марією Де Філіппі, що транслювалася на Каналі 5 з 16 вересня 1996 року .
Телевізійна програма народилася у вересні 1996 року як «доросла» версія попереднього ток-шоу « Де Філіпі», « Амічі» . Під час цієї програми ми обговорювали фактично питання молоді та молодіжну проблематику в телевізійному контексті, що дало простір думкам хлопців, чоловіки та жінки спочатку народилися як місце, де пара розповіла свою історію, щоб обговорити її з громадськістю.
З січня 2001 року програма, зберігаючи ту саму назву, набула зовсім іншого формату, перетворившись на програму знайомств, в якій намагалися створити пари, які можуть почати романтичні стосунки в реальному житті. Починаючи з сезону 2016 / 2017 року програма в своїй класичній версії також відкриває людям хто такі гомосексуали.

## Програма
Чоловіки і жінки мали дві версії, які сильно відрізняються один від одного.

### Перша версія
Трансляція ток-шоу розпочалася 16 вересня 1996 року і транслювалася в прямому ефірі щодня з понеділка по п'ятницю з 14:10 до 15:30. Це була доросла версія попереднього ток-шоу Марії Де Філіппі, Amici . Якщо насправді молодіжні питання та проблеми стосувалися Amici, чоловіки та жінки натомість стикалися з подружніми та сімейними проблемами пари (або колишньої пари), такими як розлука, стосунки та проблеми з дітьми, проблеми на роботі та їх наслідки для подружнього життя, труднощі в інтимній близькості та пов'язані з повсякденними процедурами, зрадами, настирливістю законів, непоміченою їжею та ін.
Історії коментували Де Філіппі та аудиторія студії (спочатку поділилася на аудиторію лише чоловіків та ще лише жінок, звідси назва трансляції, деякі фіксовані виступи та інші, що відрізняються від епізоду до епізоду), які взаємодіяли з гостями епізоду та з ведучим, який грав роль модератора дебатів між публікою та головними героями; ці головні герої були різними для кожного епізоду (у рідкісних випадках деякі залишалися навіть протягом декількох епізодів або згодом їх згадували, щоб побачити, як розвивалися різні ситуації).
Ця формула виявилася настільки успішною, що у 1998 р. було також випущено версію в прайм-тайм під назвою « Особливі чоловіки та жінки», в якій, крім звичайних людей, у публіці були також відомі люди, які коментували різні історії. Програма підтримувала цю формулу до осені 2000 року, коли після падіння уваги аудиторії ведучий та автори вирішили змінити формулу програми, перетворивши її з розмови на шоу знайомств, зберігаючи ту саму назву.

### Друга версія
З січня 2001 року програма набула зовсім іншого формату, перетворившись на шоу знайомств і взявши за формулу шлюбного агентства (у свою чергу, отриманого з розділу « Помаранчевий цвіт» програми Портобелло): формування пари, яка може почати романтичні стосунки у реальному житті; після цієї зміни формули епізоди більше не транслюються в прямому ефірі, а записуються (насправді епізод транслюється у двох-трьох частинах). Трансляція записується та виходить в ефір з вересня по травень.
Спочатку версія знайомства і розмови співіснували на шоу: в тих місцях розмови зазвичай ставки прийняли титул «Існує листівка для вас», як це було в поглиблених деякі з раніше пригощали історії Got пошти (ще одна програма Марії Де Філіппі, що транслювалася не пізно ввечері), тоді як епізоди знайомства жанру отримали назву «Серце шукає серце». З осені 2001 року версія для розмов остаточно відмовилася.
Головний герой цієї нової версії — троніст, або той, хто шукає другу половинку. Черговому троністу, названому на честь того, що він сидить на стільці у формі трону, представляють наречених: троніст повинен дізнатися про них якнайбільше, щоб він зміг вибрати свого можливого партнера. Коли він відчуває себе готовим, йому доведеться зробити свій вибір, тобто вирішити чи почати відносини з тим, хто його найбільше вразив.
Навіть у цій новій версії публіка в студії залишається, тоді як, коли в попередній версії вони коментували різні сімейні проблеми гостей епізоду, тепер її закликають висловлювати судження про троністів та їхніх побратимів та про поведінку, яку вони дотримуються; коментатори також присутні в цій новій формулі. Успіх цього нового формату був таким, що з 2009 року слово tronista стало частиною словника італійської мови Zingarelli.
Першим троністом колись був Роберто Мантоні, сингл середніх років, який шукав любові до життя і готовий подарувати своєму обранцеві важливе обручку. Серед її жіночих невдовзі помітили Тіну Чіполларі, прославившись своїм ставленням і одягом вамп, якого після вибору Роберто запросили на відкриття нового сезону в ролі троніста разом із Клаудією Монтанаріні, також вона суєта Роберто і вже відома як один із постійних представників публіки в студії передачі (а також сестра Джулія Монтанаріні, яка в 2011 році стала троністкою програми).
З січня 2003 року в ефірі була введена нова формула престолу: троністи (які до цього часу мали необмежений час на вибір свого партнера) отримали граничний термін (чотири місяці), протягом якого вони змогли зробити свій вибір, і вони були представлені зовнішні, або можливість троніста зустріти когось із своїх женихів поза передачею протягом 20-30 хвилин у різних ситуаціях та місцях, обраних як троністом, так і претендентами на поглиблення взаєморозуміння, все це під оком камери (в той час, коли раніше троністи і вболівальники зустрічалися і спілкувалися лише в студії під час запису епізодів). Першою троністкою, з якою почалася ця нова формула, була Люсія Паван. В протягом сезону +2002 / 2003 і 2003 / 2 004 чергувалися як стара формула престолів нескінченно без зовнішнього є те, що трони в зрілості з зовнішньої сторони; від сезону +2004 / +2005 є тільки трони закінчується термін із зовнішнього боку.
З січня 2010 року в програму Класичного престолу додано новий тип: так званий " Над троном ", в якому учасниками трансляції є чоловіки та жінки з віком від сорока років і вище. На цьому престолі немає жодної троністи, а дві групи чоловіків і жінок, які шукають нове кохання і які можуть вибрати людину, з якою вони відчувають більшу близькість і спорідненість між різними учасниками; на цьому престолі немає ні тимчасових, ні зовнішніх термінів (за деякими винятками), і його вболівальники можуть обмінюватися телефонними контактами, а тому відчувати і бачити один одного навіть поза телестудіями, без камер; Отже, престол більше схожий на престол першого типу, який мала програма. Цей трон незабаром був дуже успішним.
З вересня 2010 р. По січень 2012 р. Був доданий третій тип престолу (разом із Класичним троном і Над Престолом) під назвою " Любов не має віку ", в якій чергову троністу вболівали дві групи убожників: перша групу складали 20-річні вболівальники, а другу складали дружини віком від тридцяти до сорока. З січня по травень 2012 року додається новий тип престолу (завжди разом з Класичним троном і Над Престолом): " Хлопчики та дівчатка ", маючи ту саму формулу, що і « Над троном», тобто немає жодної троністи, а група хлопців та група дівчат, які сватаються один до одного, обираючи людину, серед багатьох інших, яка їх найбільше приваблює. Як і у версії Over, також у престолу цього типу немає зовнішніх та часових термінів, і діти можуть вільно обмінюватися телефонними контактами, відчувати себе та бачити один одного навіть поза контекстом трансляції.
Починаючи з вересня 2012 року, існує лише два типи трону, які використовуються програмою: Класичний трон і Над Трон. Починаючи з сезону 2016 року / 2017 Класичний Throne, до тих пір поки зарезервований лише гетеросексуали, гомосексуали також відкриває перший гей tronista: Клаудіо Сона. У сезоні +2017 / +2018 вводиться в простір всередині трону Над направленому на просування друзів дитинства, пропозиції про роботу та багатьох інших. На сьогоднішній день (сезон 2019 / +2020) Над Трону, справжній характер з точки зору ставок Джемма Galgani (в даний час з моменту першого видання, тобто з 2010 року), став відомий за його роман з Giorgio Манетти (сезон +2014 / 2 015) і триваючі суперечки з оглядачем Тіна Cipollari .

## Дискусії
Починаючи з 2001 року, коли чоловіки та жінки змінили формат, на нього випали численні критики (навіть якщо негативні критики до програми були висловлені вже тоді, коли це ток-шоу). Насправді, це було наведено як наочний приклад незбагненного телебачення, критики були спрямовані на полемічні та часто сварливі тони, з натяками нецензурної мови, що часто зустрічається у багатьох епізодах ; Молодіжні моделі, виставлені в ефірі, були оцінені як особливо необачні. Неодноразово Моїге вибивалася проти передачі Марії Де Філіппі .

## Пародії
З сезону 2007 року до сезону 2010 року в рамках комічної передачі " Зеліг " була поставлена пародія на програму, в якій коміки Катя і Валерія (Катя Фоллеса та Валерія Грачі), в ролі двох улюблених sui generis (Катяна і Валеріана), залякували троніста Клавдіано, яку зіграв Клаудіо Бісіо . Комічний клей, як правило, висміював суперечки, викликані дрібницями, характерними для трансляції, та самонадійним та сварливим ставленням його головних героїв. Під час кнопок було запущено фразу " Брава, брава, брава! ", З якою Катяна саркастично підкреслила втручання Валеріани.
Ще одна пародія поставлена в передачі Made in Sud (з сезону 2014 року): тут кляпа націлена на версію Over . Інтерпретаторами пародії є Фатіма Тротта, Нелло Іоріо у ролі двох літніх дам та Франческо Альбанезе та Сальваторе Містіоне, у ролі двох літніх лицарів.

## Tronisti e troniste (класичний трон)
| сезон                            | трон      | в головній ролі      | роль                         |
| -------------------------------- | --------- | -------------------- | ---------------------------- |
| 2001–2004 ; 2008 — триває        | всі       | Тіна Чіполларі       | opinionist                   |
| 2003–2005 ; 2005 — триває        | всі       | Джанні Сперті        | opinionist                   |
| 2004–2005                        | класичний | Riky                 | дворецький                   |
| 2002–2008                        | класичний | Агостіно Пенна       | співак                       |
| 2005–2008 ; 2012 — 2013 роки     | класичний | Каріна Касчелла      | opinionist                   |
| 2007–2008                        | класичний | Костантіно Вітальяно | opinionist                   |
| 2008                             | класичний | Ермінія Кастріота    | opinionist                   |
| 2008–2009 ; 2013 рік — триває    | класичний | Джек Ванор           | opinionist                   |
| 2009–2010                        | класичний | Анджело Лелла        | opinionist                   |
| 2010–2011                        | класичний | Клавдія Монтанаріні  | opinionist                   |
| 2017–2019                        | класичний | Маріо Серпа          | opinionist                   |
| 2018–2019                        | класичний | Валерія Маріні       | Радник і планувальник партії |
| 2019                             | класичний | Джулія Де Лелліс     | Тезеніс відгук               |
| 2019 — триває                    | класичний | Лоренцо Ріккарді     | opinionist                   |
| 2010 — 2014 роки                 | по        | Роза та розетка      | лідери громадської думки     |
| 2010 — 2014 роки                 | по        | Анжела Троїна        | opinionist                   |
| 2012 — 2013 роки                 | по        | Гарнізон Рошель      | Суддя танцю                  |
| 2012 — 2013 рр . ; 2019 — триває | по        | Руді Зербі           | повідомлення                 |
| 2012 рік — триває                | по        | Тінь Кансіно         | opinionist                   |
| 2013 рік — триває                | по        | Багатий Анахі        | стиліст                      |

| сезон                | будинки              | кінець              | телеглядачі | частка  | джерело |
| -------------------- | -------------------- | ------------------- | ----------- | ------- | ------- |
| 2010 р / 2011 р      | 13 вересня 2010 року | 27 травня 2011 року | 2622000     | 21,70 % | [ 16 ]  |
| 2011 р / 2012 р      | 12 вересня 2011 року | 25 травня 2012 року | 2756000     | 21,51 % | [ 17 ]  |
| 2012 р / 2013 р      | 17 вересня 2012 року | 31 травня 2013 року | 2839000     | 21,09 % | [ 18 ]  |
| 2013 р / 2014 р      | 16 вересня 2013 року | 30 травня 2014 року | 2904000     | 21,80 % | [ 19 ]  |
| 2014 р / 2015 р      | 15 вересня 2014 року | 29 травня 2015 року | 2780000     | 20,85 % | [ 20 ]  |
| 2015 р / — 2016      | 14 вересня 2015 року | 31 травня 2016 року | 2821000     | 21,69 % | [ 21 ]  |
| - 2016 / 2017 року   | 12 вересня 2016 року | 31 травня 2017 року | 2937000     | 22,76 % |         |
| 2017 рік / 2018 року | 18 вересня 2017 року | 1 червня 2018 року  | 2906000     | 21,98 % |         |
| 2018 рік / 2019      | 10 вересня 2018 року | 31 травня 2019 року | 2801000     | 22,04 % |         |
| 2019 / до 2020 року  | 16 вересня 2019 року |                     |             |         |         |

## Спеціальні ставки

### Чоловіки і жінки і тоді.,,
Епізоди, що транслювались ранньою половиною дня, влітку 2014 року, з червня, кінця чоловіків і жінок, до серпня, щоб пережити найбільш захоплюючі історії про престол і класичний трон та дізнатися, що сталося далі.

### Особливі чоловіки та жінки— Джемма, Джорджо та лист, який він йому ніколи не давав
Епізод, який транслювався ввечері п'ятниці 3 червня 2016 року, був присвячений історії кохання між Джеммою Гальгані та Джорджіо Манетті, народженими в рамках програми в епізодах « Престол» . Спеціальний виклав найкращі моменти їх історії, починаючи з першої зустрічі до перерви, і закінчився тим, що Джемма читав неопублікований лист, адресований Джорджіо.
| Провітрювання      | телеглядачі | частка  | джерело |
| ------------------ | ----------- | ------- | ------- |
| 3 червня 2016 року | 3693000     | 17,71 % | [ 22 ]  |

Механізм

Епізод, який вийшов ввечері суботи 18 березня 2017 року, де бачить, що два колективи, сформовані з головних героїв останніх видань « Чоловіки і жінки», «Над троном» і «Класичного трону», кидають виклик один одному в серії тестів, що стосуються самих різних дисциплін. Кожне випробування зосереджене на телевізійній програмі Канали 5 і проходить у однойменній телевізійній студії із конкретними присяжними та ведучими. Залучені програми: ігрове шоу Наперед інше! Сатирична Striscia ла Notizia, два таланти показати Вам так Que Vales і Amici ді Марія де Філіппі, люди показують, є пошта і розділ, присвячений покази мод тих же чоловіків і жінок. Епізод виграла команда « Престолу» з рахунком 4 — 3. 